# 日本のおもちゃ情報
日本のおもちゃ情報（にほんのおもちゃじょうほう）は、玩具・ホビー業界企業のホームページが集合した「おもちゃ」と「遊び」のナビゲーションサイトである。
商品情報や売上ランキング、おもちゃ関連博物館、おもちゃの歴史などの情報を発信している。
サイトの開設は、平成7年（1995年）9月1日。
当初の運営団体である社団法人日本玩具協会が音頭を取り、玩具業界企業各社の協力を得て、サイト基盤となっている『企業横断的な玩具関連情報を幅広く網羅したサイト』が構築された。
平成15年（2003年）より、玩具業界の情報インフラサービスの提供を目的に、日本玩具協会から独立した株式会社日本玩具情報テクノロジーがサイトを運営。
平成21年（2009年）4月1日より、おもちゃ業界のビジネス情報誌『月刊トイジャーナル』を発行する東京玩具人形協同組合・トイジャーナル編集局へ運営が引き継がれる。
平成26年（2014年）6月、サイトの大幅リニューアルに合わせ、サイト名を『おもちゃ情報net.』へ変更。「ほしいおもちゃが見つかる！」サイトを目指し、玩具業界団体が発信するおもちゃのポータルサイトとして引き続きサイト運営中。